# Gwiazdozbiór Węża
Wąż (łac. Serpens, dop. Serpentis, skrót Ser, głowa - Ser1, ogon - Ser2) – 23. co do wielkości gwiazdozbiór znajdujący się w pobliżu równika niebieskiego. Jest to jedna z 48. konstelacji opisanych przez Ptolemeusza, a zarazem jedna z 88 obecnie, oficjalnie rozróżnianych. Liczba gwiazd dostrzegalnych nieuzbrojonym okiem wynosi około 60. W Polsce widoczny jest latem.
Jego specyfika wynika z tego, że jest podzielony na dwie części: zachodnią – Głowę Węża (łac. Serpens Caput) i wschodnią – Ogon Węża (łac. Serpens Cauda). Dawniej tworzył on jeden gwiazdozbiór wraz z Wężownikiem. Teraz jego dwie części leżą po przeciwnych stronach tego gwiazdozbioru. Kształt ten był rozpoznawany od starożytności i najczęściej utożsamiany z samym Wężownikiem, który trzymał gada w rękach.

## Mity i legendy
W wierzeniach Babilończyków występowały dwa węże; jeden z nich był hybrydą smoka, lwa i ptaka, drugi zaś był wężem z rogami. To ten drugi został uznany przez Ptolemeusza za konstelację Węża. Grecy widzieli tutaj Asklepiosa (Eskulapa), boga sztuki lekarskiej, dźwigającego w rękach ogromnego węża, towarzyszącego mu w zbieraniu ziół. Wąż, którego uzdrowiciel trzyma w rękach, prawdopodobnie reprezentował węża z legendy. Tego, od którego Asklepios nauczył się wskrzeszenia umarłych. Pewnego razu Asklepios udusił węża, ale kiedy wyrzucił ciało, zauważył, że do martwego węża podpełznął  drugi gad z jakimś zielem w pysku. Podał to ziele martwemu wężowi, i ten ożył. Zanim drugi gad uciekł, Asklepios wyrwał mu trochę zioła i stosował je do ożywiania zmarłych. Do dziś w punktach medycznych, aptekach przewija się symbol węża, uważanego za symbol lekarzy i farmaceutów. W mitologii greckiej węże pojawiały się szczególnie często, symbolizowały odrodzenie, gdyż zrzucają swoją skórę. Wąż był czczony w Delfach, występował także w mitach wraz z Apollem oraz Heraklesem.

## Gwiazdy Węża
Gwiazdy Węża są jednorodne, umiarkowanie blade, ale mały trójkąt utworzony przez gwiazdy czwartej wielkości Betę, Gammę i Kappę wraz z Deltą, Alfą i Epsilonem, które tworzą szyję, są łatwe do znalezienia przy sprzyjających warunkach obserwacji. Resztę figury trudno odróżnić od sąsiednich konstelacji.

### Najjaśniejsze gwiazdy
- Alfa Serpentis (α Ser), Unukalhai, najjaśniejsza gwiazda (2,6m), znajduje się w Głowie Węża. Nazwa wywodzi się z języka arabskiego i oznacza „szyję węża”, rzadziej jest nazywana „sercem węża”. Fizycznie jest to olbrzym typu widmowego K2 o kolorze pomarańczowym. Świeci 38 razy jaśniej niż Słońce i znajduje się w odległości 73 lat świetlnych. W atmosferze gwiazdy astronomowie stwierdzają relatywnie dużo węgla, jest również źródłem promieniowania rentgenowskiego. Unukalhai ma dwóch towarzyszy o jasności 11 i 13m[1].
- Druga co do jasności to Eta Serpentis (η Ser) 3,26m, znajdująca się w Ogonie Węża. Jest to pomarańczowa gwiazda typu widmowego K, będąca na etapie ewolucji między podolbrzymem a olbrzymem. Znajduje się w odległości 60,5 roku świetlnego[1].
- Podobna do Słońca jest czwartej wielkości Gamma Węża. Jest to karzeł typu F, o 25% bardziej masywna i trzy razy jaśniejszy od Słońca. Dodatkowa masa znacznie zmienia oczekiwany czas życia gwiazdy. W tej chwili gamma Ser ma trzy miliardy lat, a pokonała mniej więcej dwie trzecie czasu, jaki będzie przebywała w ciągu głównym[2].

Kolejne siedem gwiazd ma jasność między 3,5 a 4m.

### Gwiazdy wielokrotne
- Delta (δ) Serpentis, położona niedaleko głowy Węża, to gwiazda podwójna o składnikach czwartej i piątej wielkości.
- Para gwiazd θ¹ Ser i θ² Ser to dwie białe gwiazdy ciągu głównego o jasności 4,62 i 4,98m. Są oddalone od siebie o 22 sekundy łuku. Słabszy żółty składnik (6,71m) θ³ Ser jest oddalony o siedem minut kątowych[1].
- Kolejny układ to Struve 2375 (α=18 h45,5 m; β=5° 30′), składający się z dwóch gwiazd o jasności 6,2 i 6,6m, oddalonych od siebie o około 2,4 sekundy łuku.
- Trudny do obserwacji jest szeroki układ podwójny β Ser. Gwiazdy o jasności 3,0 i 9,2m oddalone są od siebie o 30,8 sekund łuku[1].

### Gwiazdy zmienne
- Gwiazda R Ser to gwiazda typu Mira Ceti, zmieniająca jasność w zakresie 5,2 – 14,4m z okresem 356,1 dnia. Jest położona o 1,2 stopnia na południowy wschód od Beta Serpentis[1].
- S Ser zmieniająca jasność od 7,0 do 14,1m z okresem 371,8 dnia.
- W Ser gwiazda zaćmieniowa zmieniająca blask w przedziale 8,42 – 10,20m w ciągu 14,155 dni[3].

### Zobacz
- Lambda Serpentis – λ Ser - gwiazda w gwiazdozbiorze Węża, odległa o około 39 lat świetlnych od Słońca. Zbliża się do Układu Słonecznego.

## Interesujące obiekty

### Obiekty zkatalogu Messiera
W Wężu znajduje się sporo rozmaitych obiektów, które mogą zainteresować astronomów amatorów. Liczne blade małe galaktyki dominują w północnej części gwiazdozbioru, a w południowej w pobliżu Strzelca, można zobaczyć kilka gromad otwartych.  
- W Ogonie Węża znajduje się Mgławica Orzeł o jasności 6,4m, leżąca w odległości 7000 lat świetlnych. Stała się sławna dzięki zdjęciu, zrobionemu przez Kosmiczny Teleskop Hubble’a. Mgławica ta zawiera gromadę otwartą M16, łatwo dostrzegalną przez lornetkę.
- Niedaleko granicy z Panną znajduje się gromada kulista M5 (NGC 5904), odległa od nas o około 25 000 lat świetlnych. M5 o jasności 6,56m położona w Głowie Węża została odkryta w 1702 roku przez niemieckiego astronoma Gottfrieda Kircha. Pierwszą osobą, która poprawnie opisała naturę M5 był William Herschel, który w 1791 roku rozdzielił gwiazdy gromady za pomocą teleskopu. Obiekt ten ma średnicę około 165 lat świetlnych i jest jedną z największych gromad w Galaktyce.[1]

### Inne obiekty
- Ciekawym obiektem w konstelacji jest aktywna gwiazdotwórcza galaktyka Arp 220. IC 1127 jest rekordzistką co do ilości gwiazd supernowych zaobserwowanych naraz w jednej galaktyce - w roku 2011 dostrzeżono ich jednocześnie aż siedem.[1]
- W Głowie Węża znajduje się układ słabych galaktyk – Sekstet Seyferta. Są to obiekty o jasności od 14,7 do 16,5m. Mimo że układowi nadano nazwisko Carla Seyferta, nie był on odkrywcą sekstetu. Galaktyki te zaobserwował po raz pierwszy w 1882 Édouard Stephan, dyrektor obserwatorium astronomicznego w Marsylii. Pięć z sześciu galaktyk znajduje się o około 190 milionów lat świetlnych od nas. Galaktyki te po kolejnych milionach lat wzajemnej interakcji zleją się w jedną galaktykę eliptyczną. Szósta galaktyka to jedynie obiekt tła, odległy niemal 4,5 krotnie dalej[1].
- Interesująca galaktyka pierścieniowa to tak zwany obiekt Hoaga. Przez wiele lat rozważano możliwość, że jest to mgławica planetarna. W środku znajduje się okrągłe, świecące na żółto jądro o rozmiarach 17 tysięcy lat świetlnych, otoczone wianuszkiem młodych, niebieskich gwiazd, ułożonych w pierścieniu rozciągającym się od 75 do 121 tysięcy lat świetlnych od centrum. Obiekt Hoaga znajduje się na granicy konstelacji Węża i Wolarza w odległości 600 milionów lat świetlnych[1].
- IC 4756 to olbrzymia rozproszona gromada gwiazd, dobrze widoczna w małym teleskopie lub w dużej lornetce[2].

## Rój meteorów
Z konstelacji promieniuje słabo poznany rój meteorów zwanych Serpentydami. Maksimum aktywności podaje się na początek kwietnia. Nie jest znane jego ciało macierzyste.